# Sucker (chanson de Dim Chris)
Pour les articles homonymes, voir Sucker.
Singles de Dim Chris
Because Of You
(2007) Self Control
(2008)
Sucker est une chanson du DJ français Dim Chris sortie le 2 février 2008 sous le label EMI. La version vocale s'intitule No Sucker, elle est l'hymne officielle du mouvement Tecktonik. La chanson a été composée et produite par Dim Chris. Le single se classe dans le top 5 en France.

## Clip vidéo
Le clip vidéo est mis en ligne sur le site de partage YouTube par le compte du label EMI. D'une durée de 2 minutes et 55 secondes, la vidéo a été visionnée plus de 123 000 fois, on y voit des personnes dansant la tecktonik.

## Liste des pistes
CD-Single 541 / N.E.W.S.
1. No Sucker (Vocal Radio Edit) - 2:35
2. Sucker (Radio Edit) - 3:24
3. Sucker (Original Mix) - 6:42
4. Sucker (Fred Pellichero Remix) - 5:24

## Classement par pays
| Classement (2008)                       | Meilleure position |
| --------------------------------------- | ------------------ |
| Allemagne                               | 67                 |
| France (SNEP)                           | 5                  |
| Pays-Bas (Nederlandse Top 40)           | 67                 |
| Belgique (Wallonie Ultratop 50 Singles) | 22                 |
| France (Club 40)                        | 6                  |